# Observatório de Rádio da Universidade Estadual de Ohio
O Radio Observatório da Universidade Estadual de Ohio foi um radiotelescópio do tipo Kraus (em homenagem ao seu inventor John D. Kraus ), localizado no terreno do Observatório Perkins na Universidade Wesleyan de Ohio em Delaware, Ohio, de 1963 a 1998. Conhecido como Big Ear ("Grande Orelha", em tradução livre), o observatório fazia parte do projeto Busca por Inteligência Extraterrestre (SETI) da Universidade Estadual de Ohio. O telescópio foi projetado por John D. Kraus. A construção do Big Ear começou em 1956 e foi concluída em 1961, sendo ligado pela primeira vez em 1963.
O refletor principal do Big Ear — o Flat Reflector (Refletor Plano) — tinha as dimensões aproximadas de 103 metros por 33 metros, o que lhe dava a sensibilidade equivalente a uma antena de disco circular medindo quase 53 metros de diâmetro.
O  Ohio Sky Survey foi concluído pelo observatório em 1971 e, de 1973 a 1995, o Big Ear foi usado para procurar sinais de rádio extraterrestres, tornando-se o projeto SETI de maior duração da história. Em 1977, o Big Ear captou o sinal Wow!. O observatório foi desmontado em 1998, quando incorporadores imobiliários compraram o local da universidade e usaram o terreno para expandir um campo de golfe próximo.

## História
De 1965 a 1971, o Big Ear foi usado para mapear fontes de rádio de banda larga para o Ohio Sky Survey, seu primeiro levantamento do céu para fontes de rádio extraterrestres.

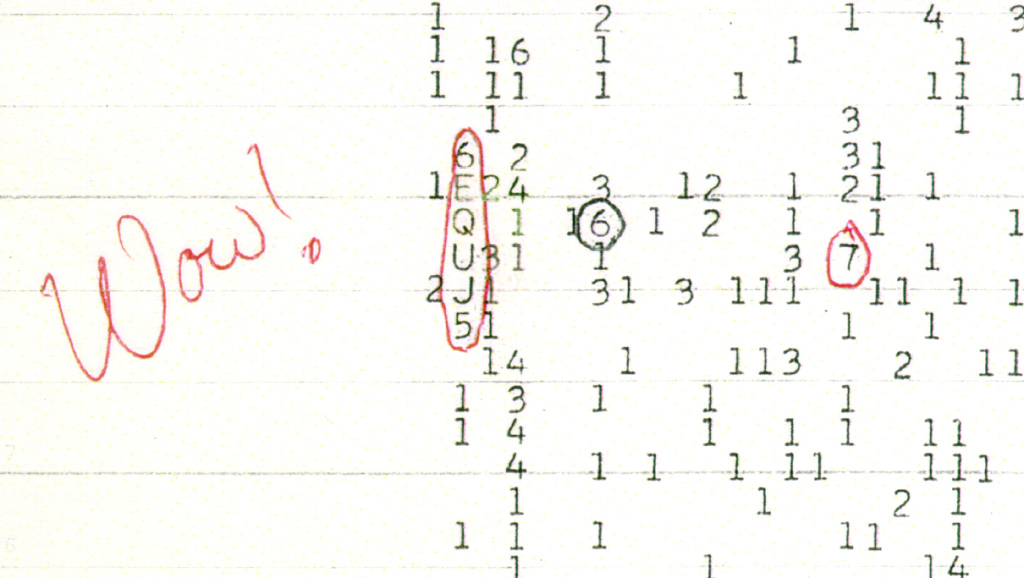
Uau! sinal representado como "6EQUJ5" na impressão original do computador

Em 1977, o Big Ear registrou um sinal de rádio incomum e aparentemente extraterrestre, que ficou conhecido como sinal Wow!. A observação provaria ser única, uma vez que nenhum sinal semelhante foi detectado posteriormente.

O Big Ear foi listado no Guinness Book of World Records de 1995 na categoria de "Maior Busca Extraterrestre":
O projeto SETI (busca por inteligência extraterrestre) em larga escala mais antigo é o Programa SETI de Ohio na Universidade Estadual de Ohio em Columbus, OH, que pesquisou o universo em busca de sinais de rádio extraterrestres por 22 anos, começando em 1973.

## Pesquisas
- Galáxia de Andrômeda (1963)
- Pesquisa do céu de Ohio (1965–1971)
- SETI (1973–1995)